# 鵜木大塚古墳
鵜木大塚古墳（うのきおおつかこふん）は、東京都大田区雪谷大塚町に存在する古墳。古墳時代の円墳で荏原古墳群の一つ。同古墳群の中では最も東側にある一つで、一部は稲荷神社になっている。東京都史跡指定。

## 概要
鵜木大塚古墳は武蔵野台地南端部の荏原台地と呼ばれる地域に位置する荏原古墳群の一つで、直径27メートル、高さ6メートルの円墳である。旧鵜の木村の飛び地にあるため、鵜木大塚古墳と呼ばれている。比較的状態は良いが、南隅は切り崩されて稲荷社が造営されている。雪谷大塚町の町名の由来になったとも言われている。

## ギャラリー

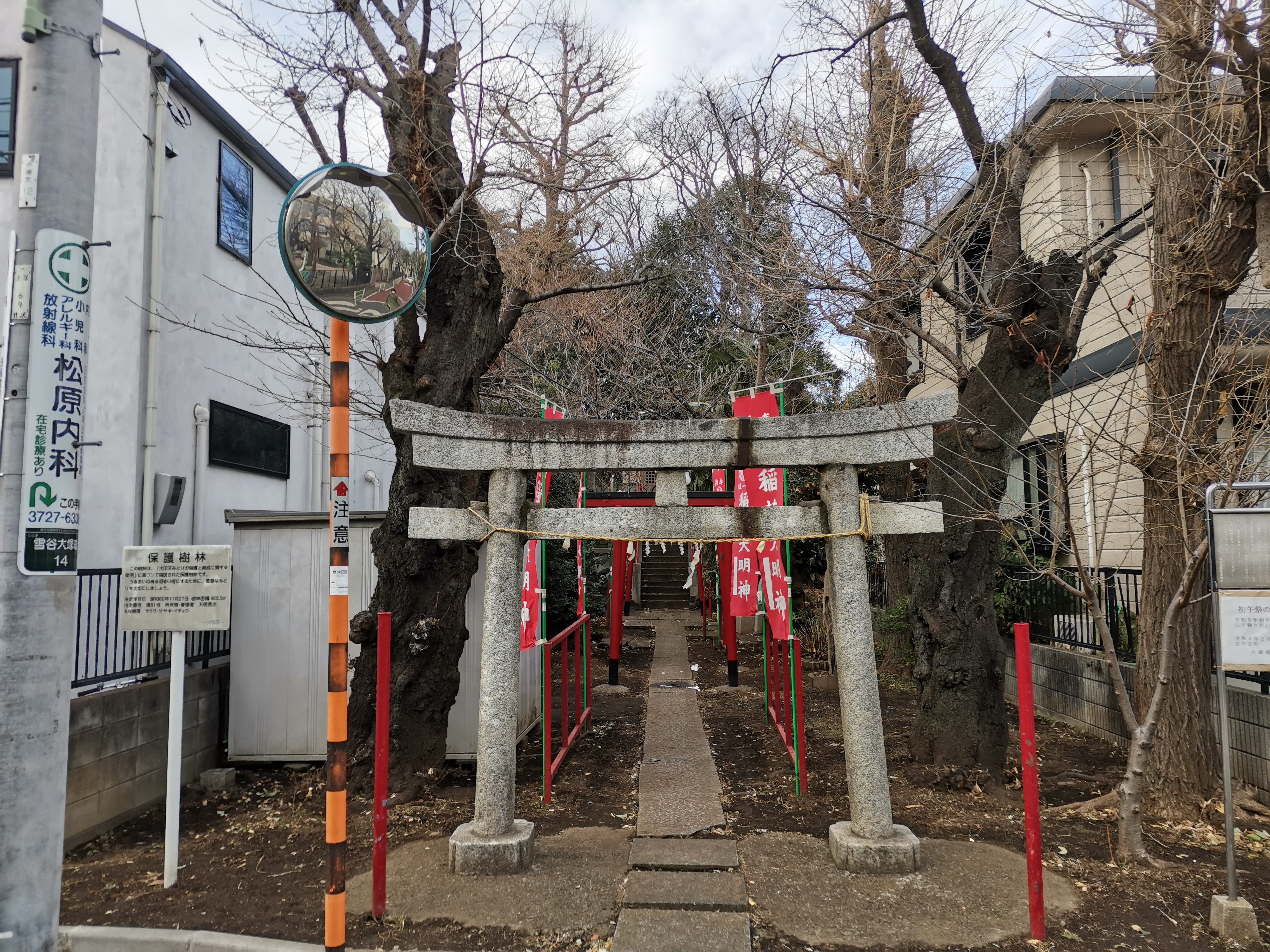
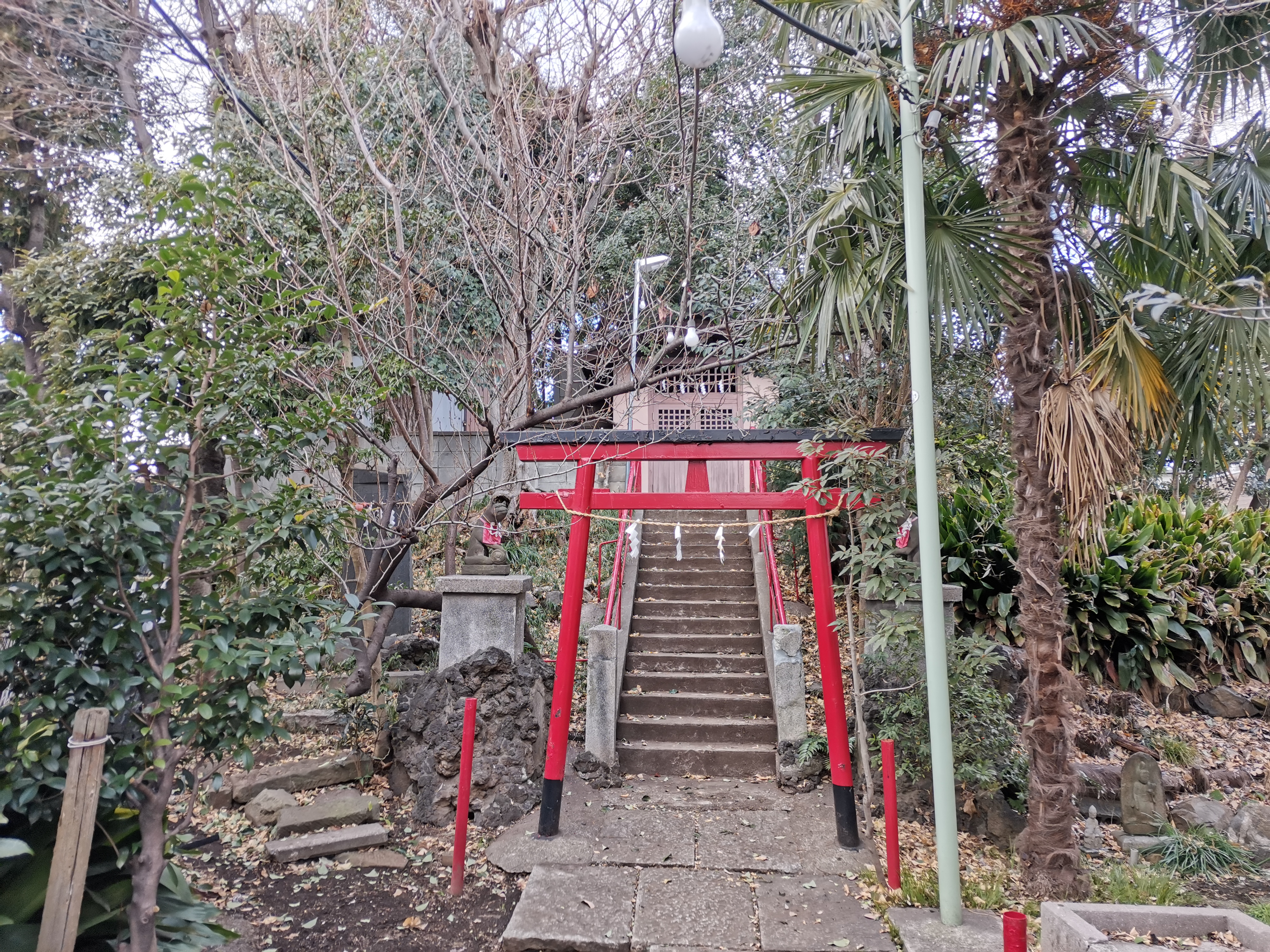
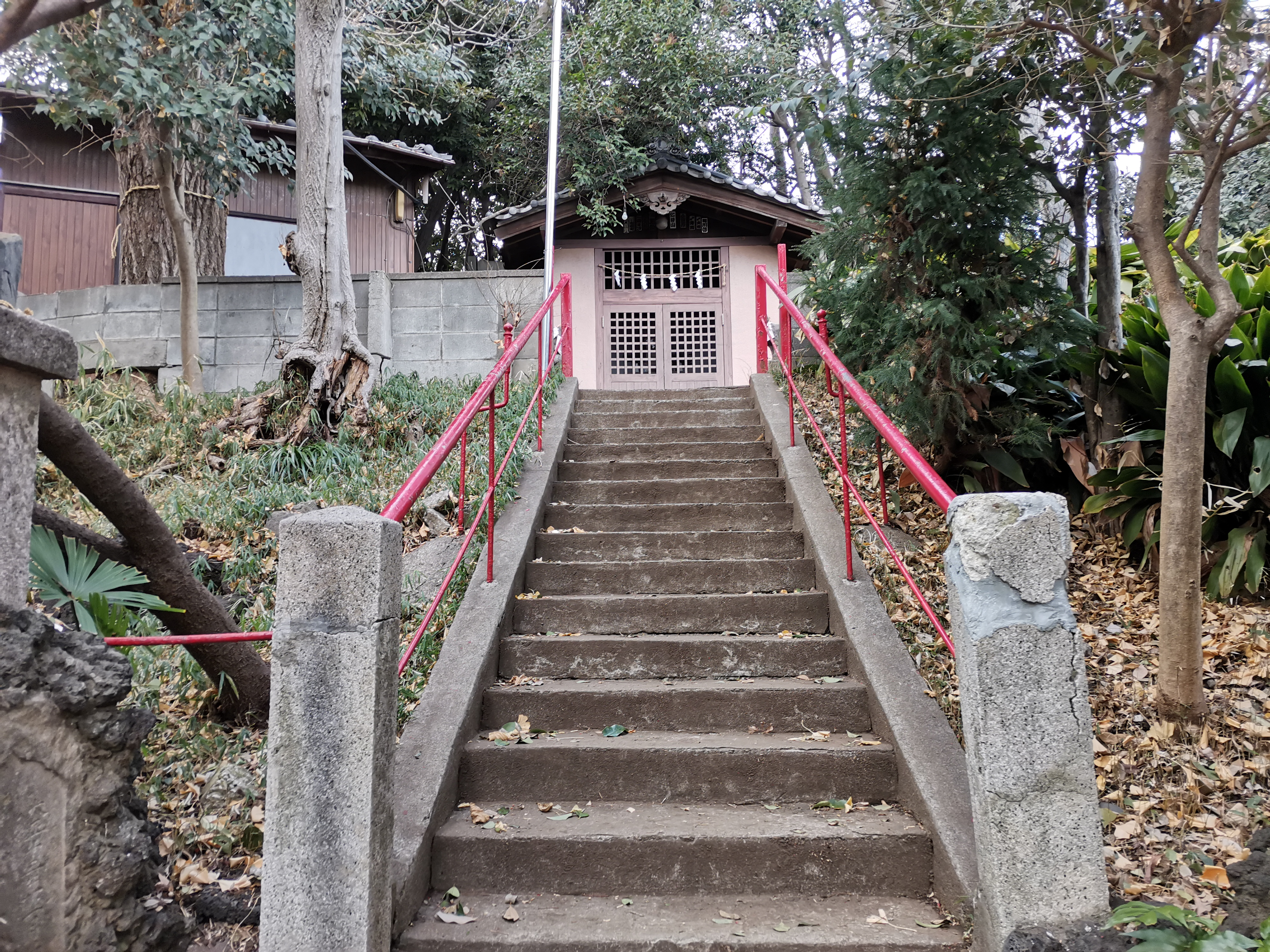
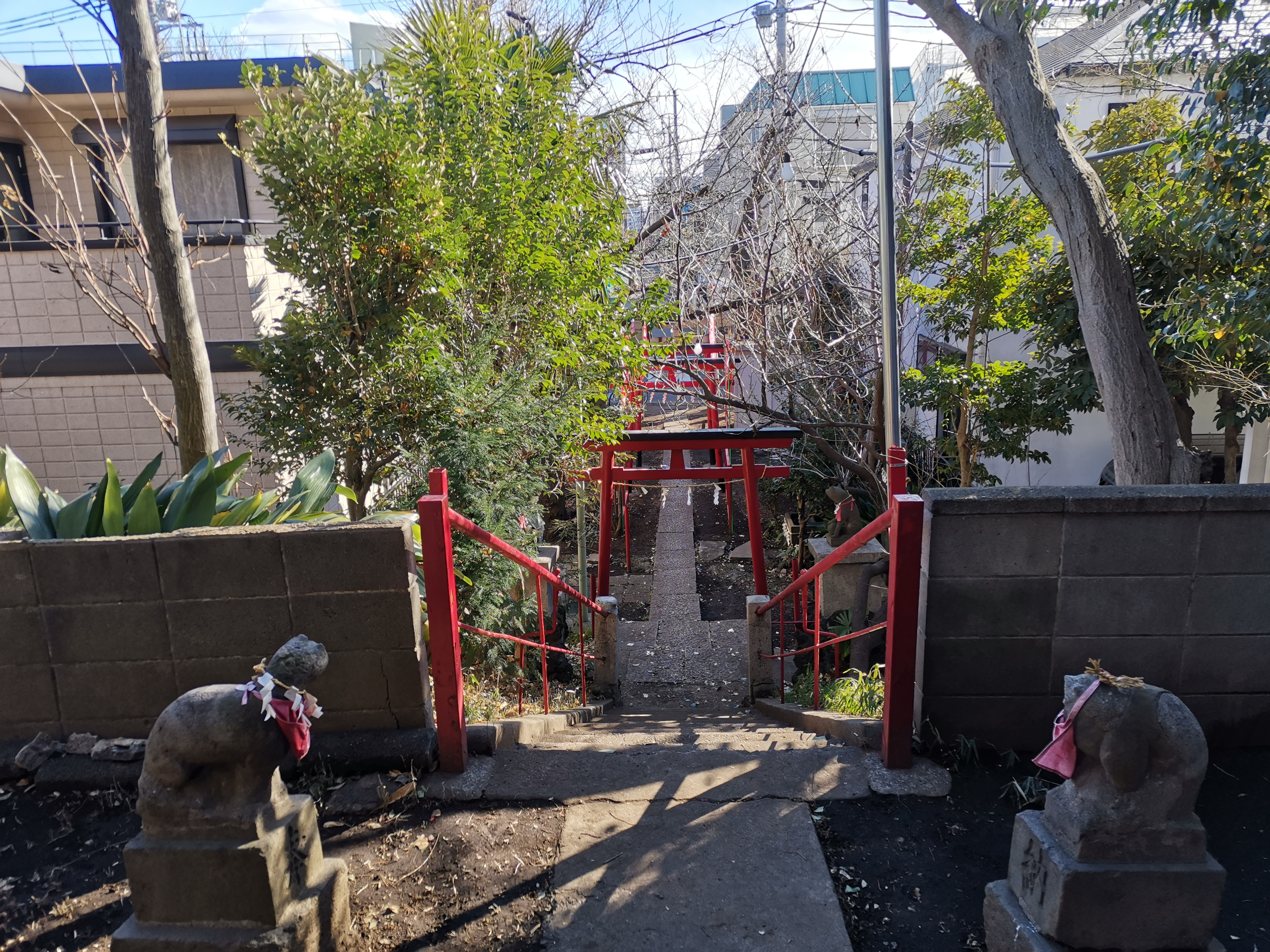
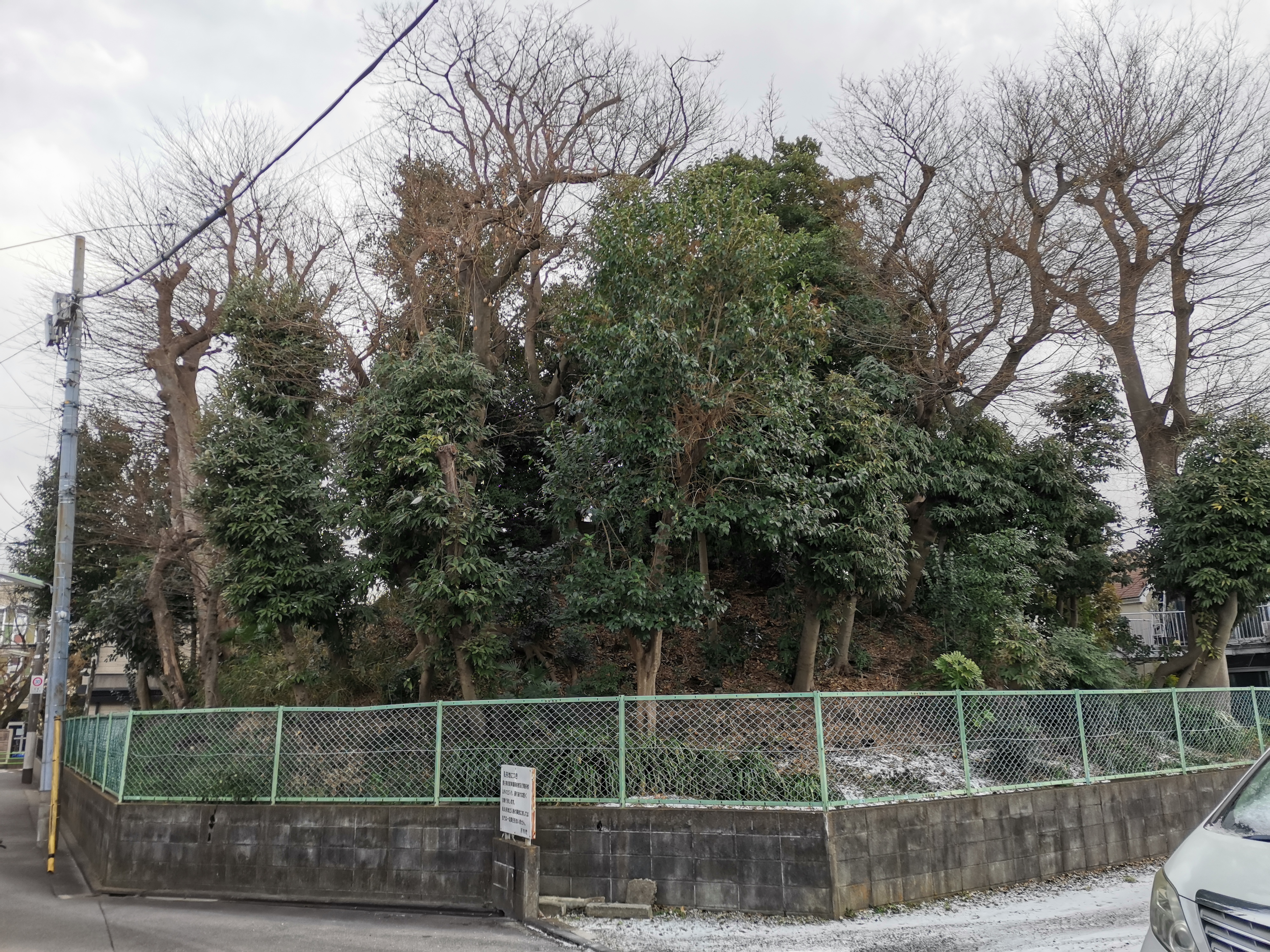